# Emily Nelson
Emily Nelson (ur. 10 listopada 1996 w Lichfield) – brytyjska kolarka torowa, trzykrotna medalistka mistrzostw świata i dwukrotna medalistka mistrzostw Europy.

## Kariera
Pierwsze sukcesy w karierze osiągnęła w 2013 roku, kiedy podczas mistrzostw świata juniorów zdobyła złoty medal w drużynowym wyścigu na dochodzenie. W 2016 roku, podczas mistrzostw Europy w Yvelines zdobyła srebrny medal w madisonie i brązowy w drużynowym wyścigu na dochodzenie. Na rozgrywanych rok później mistrzostwach świata w Hongkongu wspólnie z Katie Archibald zdobyła srebrny medal w madisonie. Ponadto na mistrzostwach świata w Apeldoorn w 2018 roku zwyciężyła w madisonie, a wspólnie z koleżankami z reprezentacji wywalczyła też srebrny medal w drużynowym wyścigu na dochodzenie.